# Club Sal Lence
El club Sal Lence de La Coruña de Fútbol Sala fue un club de fútbol sala femenino de la ciudad de La Coruña, campeón de la Primera División femenina de fútbol sala y de la Copa de la Reina en la década de los 90.

## Historia
Fue fundado en 1984 por Víctor Siero en el colegio Sal Lence del barrio coruñés de Los Castros.  Formado por jóvenes jugadoras coruñesas y dirigido por Manuel del Castillo, fue el primer club femenino en inscribir su nombre en el palmarés de la Real Federación Española de Fútbol. En sus primeros años comenzó ganando competiciones locales y regionales, a partir de 1987 comienza a participar en torneos nacionales como la liga nacional y la copa antes de ser organizados por la RFEF. Logró sus mayores éxitos entre los años 1994 y 1996, donde logra ser dos veces campeón de liga y un doblete con una Copa de España de Fútbol Sala Femenino.
A partir de 1999 comienza su declive con el descenso a la liga autonómica hasta desencadenar en una fusión en 2005 -tras su descenso de la liga autonómica a la provincial- con el Viajes Amarelle FSF, equipo de la localidad de Santa Comba. Tras esta fusión, el club pierde su nombre y el Viajes Amarelle FSF cambia su sede a La Coruña y disputa sus partidos en la ciudad.

## Palmarés
- Subcampeón de la Copa de España de las temporadas 1989-1990 y 1990-1991.
- Campeón de la Copa de España de la temporada 1991-1992.
- Subcampeón de la Liga Nacional División de honor de las temporadas 1990-1991 y 1991-1992.
- Campeón de la Liga Nacional División de honor de la temporada 1992-1993.
- Campeón de la Copa Ibérica de las temporadas 1993-1994 y 1995-1996.
- Campeón de la Primera División femenina de fútbol sala de las temporadas 1994-1995 y 1995-1996.
- Campeón de Copa de la Reina de fútbol sala femenino de la temporada 1995-1996.
- Campeón del trofeo internacional SuperBowl de las temporadas 1996-1997 y 1997-1998.

## Selección española
Tres jugadoras del club -Ana Silva, Beatriz Seijas y María Varela- formaron parte de la primera selección nacional española femenina de fútbol sala. Selección que disputó su primer partido el 29 de diciembre de 1990 en Narón con victoria por 4-1 ante Portugal. También fueron internacionales Nuria y Celia Iglesias.